# しょさんべつ天文台

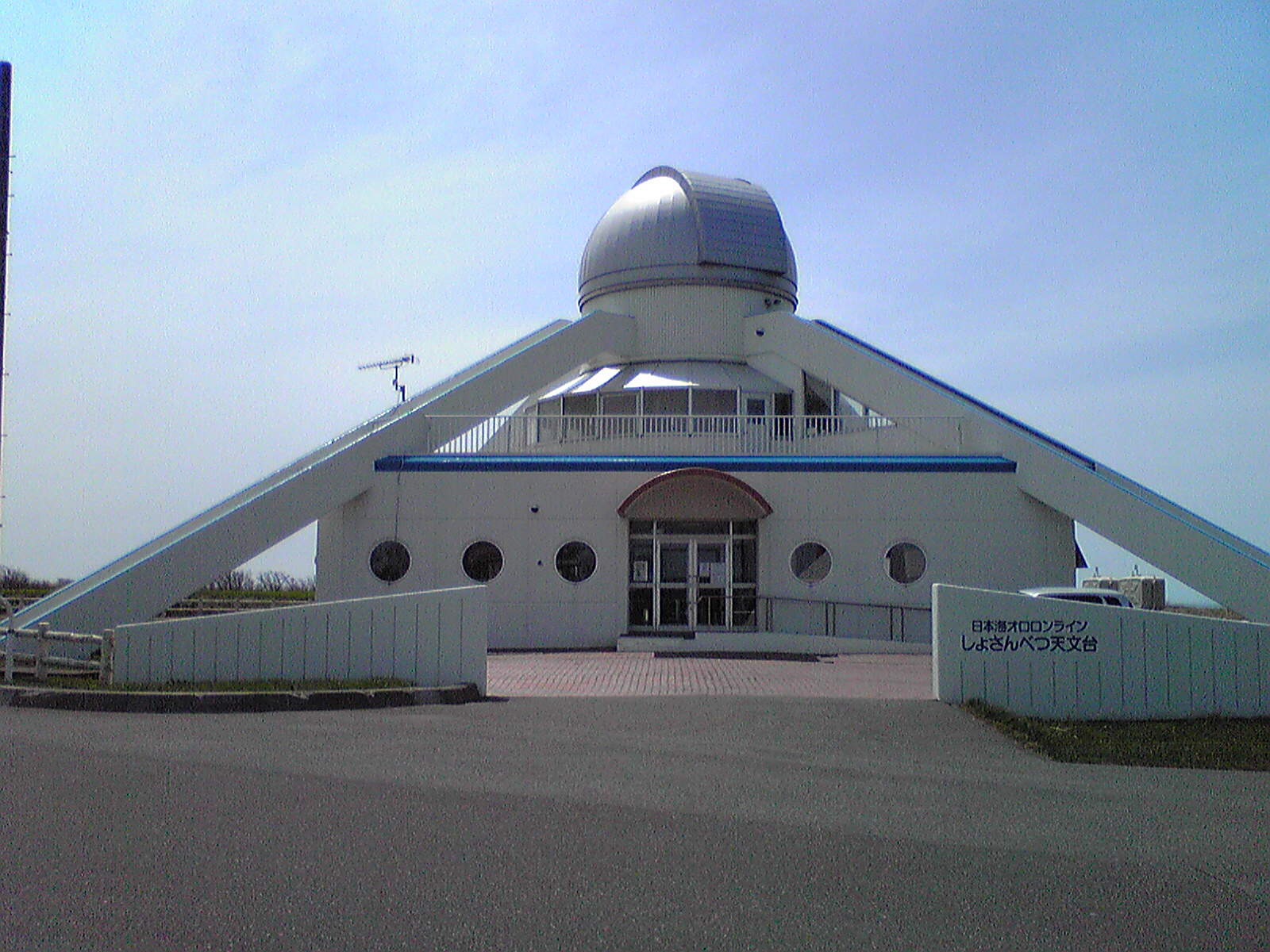
しょさんべつ天文台

しょさんべつ天文台（しょさんべつてんもんだい）は日本の北海道苫前郡初山別村にある天文台。

## 概説
北海道の漁村である初山別村の岬にあり、日本では最北の天文台とされている（東経141度47分08秒、北緯44度34分08秒）。
地元青年団と自治体が運営し、通常観測のほか教育目的で連日一般公開されている（火曜日と冬季を除く）。装備は口径650mmのカセグレン式反射望遠鏡と小口径の移動望遠鏡が数台。2004年11月には劣化したドームの改修が行なわれた。
周囲は岬公園で公営の温泉付宿泊施設・運動施設・海水浴場・キャンプ場があり、行楽シーズンには旅行者で賑う。札幌から都市間長距離バスでアクセスは容易。
特徴的なサービスとしては、1995年4月1日より開始された「MyStars system」が挙げられる。これは、星に好きな名前をつけることができるというもので、5.5等星より暗く、既に特定の名前やバイエル符号・フラムスティード番号がつけられている星以外は全て対象となる。